# Scheherazade and Other Stories
Scheherazade and Other Stories ist das sechste Studioalbum der britischen Progressive-Rock-Gruppe Renaissance. Es wurde im Juli 1975 veröffentlicht.

## Hintergrund
Um Ostern des Jahres 1975 ging Annie Haslam mit Roy Wood (ehemals ELO), Dick Plant (dem Produzenten von Turn of the Cards) und dessen Frau zum Essen aus. Jemand schlug vor nach Hampstead Heath zu fahren, dort gäbe es eine Kirmes (engl. „fair“). Als sie dort ankamen, war niemand mehr dort (engl. „nobody there“), es war schon nach Mitternacht. Am nächsten Tag rief Annie Haslam bei Betty Thatcher, der Texterin von Renaissance an, und erzählte „We went to the fair and there was nobody there.“. Betty Thatcher schrieb daraus den Song Trip to the Fair.
Song of Scheherazade ist keine Interpretation der sinfonischen Dichtung von Nikolai Rimski-Korsakow. Es basiert aber, genau wie das Werk von Rimski-Korsakow, auf der Erzählung Tausendundeine Nacht, von der Michael Dunford fasziniert war. 
Es herrschte Verwirrung darüber, wo einige Abschnitte von Song of Scheherazade beginnen und enden. Dies wurde dadurch verursacht, dass Fanfare und The Betrayal zusammen wie ein einziger Abschnitt klingen, während Festival Preparations wie zwei eigenständige Teile von 4:00 und 1:11 Minuten Länge klingen. Diese Verwirrung spiegelte sich auf der Verpackung und der Etikettierung der Original-LP-Kopien dieses Albums wider sowie in einer falschen Benennung von Festival Preparations (Teil 1) als The Young Prince and Princess auf der 1990 erschienenen Kompilation Tales of 1001 Nights Volume I.
Bei der Aufnahme spielte das London Symphony Orchestra, die Orchester-Arrangements stammen von Tony Cox.

## Titelliste
Seite 1
1. Trip to the Fair – 10:51 (Dunford/Thatcher/Tout)
2. The Vultures Fly High – 03:04 (Dunford/Thatcher)
3. Ocean Gypsy – 07:05 (Dunford/Thatcher)

Seite 2
1. Song of Scheherazade – 24:37 (Camp/Dunford/Thatcher/Tout)
  1. Fanfare – 2:37 (instrumental)
  2. The Betrayal – 4:55 (instrumental)
  3. The Sultan – 2:46 (Gesang Jon Camp)
  4. Love Theme – 2:29 (instrumental)
  5. The Young Prince and the Princess As Told By Scheherazade – 4:04
  6. Festival Preparations – 1:07 (instrumental)
  7. Fugue for the Sultan – 2:12 (instrumental)
  8. The Festival – 2:12
  9. Finale – 2:30

## Kritiken
„Die Suite "Song Of Scheherazade" ist sehr abwechslungsreich, von der Bläserfanfare über treibende sowie balladeske Stücke mit eingängigen, aber nie billigen Melodien, orchestrale Zwischenspiele, einem fugenartigen Teil bis hin zum Bombast-Finale. Motive und Melodien werden vorgestellt und später in einem andern Kontext wieder aufgenommen: so soll symphonischer Prog sein. Vielleicht klingt der ein oder andere Teil ein bißchen sehr filmmusikmäßig, aber was soll's: diese Platte ist einfach schön.“

„This 24 minutes epic piece is one of the most impressive suite in the whole progressive genre and, maybe, the most refined. Highly recommended masterpiece!“

Im Juli 2010 listete die britische Musikzeitschrift Classic Rock das Album Scheherazade and Other Stories als eines der 50 Musikalben, die den Progressive Rock prägten.